# Трговина људима у Шри Ланки
Трговина људима у Шри Ланки је земља извора и одредишта за мушкарце и жене којима се тргује у сврху присилног ропства и комерцијалне сексуалне експлоатације . Мушкарци и жене из Шри Ланке вољно мигрирају у Кувајт, Јордан, Саудијску Арабију, Катар, Либан, Уједињене Арапске Емирате, Сингапур, Хонг Конг, Малезију и Јужну Кореју да раде као грађевински радници, кућне слуге или радници у фабрици одеће. Међутим, неки се нађу у ситуацијама присилног ропства када су суочени са ограничењима кретања, ускраћивањем пасоша, претњама, физичким или сексуалним злостављањем и дужничким ропством које је, у неким случајевима, олакшано великим таксама пре одласка које намећу агенти за запошљавање. Децом се интерно тргује ради комерцијалне сексуалне експлоатације и, ређе, ради присилног рада. Означена страна терористичка организација Либератион Тигрос оф Тамил Еелам (ЛТТЕ) наставила је да регрутује, понекад и присилно, децу за употребу као војнике у областима ван контроле владе Шри Ланке. Владине безбедносне снаге такође могу бити саучесници у допуштању провладиној паравојној организацији да регрутује, понекад и присилно, децу војнике. Извештаји такође показују да је мали број жена са Тајланда, Кине, Русије и других земаља Нових независних држава кријумчарен у Шри Ланку ради комерцијалне сексуалне експлоатације. У новембру 2007. године, преко 100 војника мировних снага Шри Ланке враћено је у домовину на основу оптужби да су учествовали у сексуалном злостављању, у неким случајевима у којима су били малолетници, на Хаитију . Влада Шри Ланке не поштује у потпуности минималне стандарде за елиминацију трговине људима; међутим, улаже значајне напоре да то учини. Шри Ланка је стављена на други ниво јер није пружила доказе о повећаним напорима у борби против тешких облика трговине људима током претходне године, посебно у области провођења закона.
Влада није успела да ухапси, кривично гони или осуди ниједну особу за кривична дела трговине људима и наставила је да кажњава неке жртве трговине људима за злочине почињене као резултат трговине људима. У исто време, Шри Ланка је заштитила неке жртве трговине људима, укључујући држављане Шри Ланке којима се тргује у иностранству. Влада је у јулу именовала контакт тачку за трговину људима, која сазива месечну радну групу за борбу против трговине људима ради развоја и координације политике борбе против трговине људима.
Канцеларија америчког Стејт департмента за праћење и борбу против трговине људима је 2017. ставила земљу на "Ниво 2" земаља чије владе не поштују у потпуности све минималне стандарде ТВПА, али улажу значајне напоре да се ускладе са тим стандардима.

## Тужилаштво
Шри Ланка је у овом извештајном периоду остварила мали напредак у напорима за спровођење закона. Влада Шри Ланке забрањује све облике трговине људима амандманом на свој кривични закон из априла 2006. године. За прекршаје трговине људима запрећена је казна затвора до 20 година; ове казне су сразмерне казнама за друге тешке злочине. Иако је влада предузела административне мере против 350 радника који регрутују раднике који се баве лажним регрутовањем, није кривично гонила, осуђивала или осуђивала регруте за праксе које су представљале трговину људима. Влада је покренула једну истрагу о агенту за регрутацију који је умешан у случај у коме је требало да три жене буду продате у Саудијску Арабију као кућне службенице. Шри Ланка на сличан начин није пријавила било какво кривично гоњење или осуду за трговину људима ради комерцијалне сексуалне експлоатације, укључујући трговину децом . Шри Ланка је, у сарадњи са Уједињеним нацијама, покренула истрагу о оптужбама за саучесништво у сексуалном злостављању шриланканских мировњака на Хаитију, укључујући сексуалну експлоатацију малолетника. Влада је истражила 47 случајева отмице деце ради принудног рада као деце војника, што је довело до тога да је 37 враћено кући. Међутим, није било хапшења, кривичног гоњења или осуде у вези са овим случајевима. Није било хапшења јавних службеника због омогућавања трговине људима, нити је било поткрепљених извештаја да је било који званичник умешан у трговину људима.

## Заштита
Напори владе Шри Ланке да обезбеди заштиту жртвама трговине су номинално побољшани, али су остали ограничени. Влада није пружила страним жртвама трговине људима законске алтернативе за њихово премјештање у земље у којима би доживјеле одмазду или тешкоће. Шри Ланка такође није успела да обезбеди да жртве трговине људима не буду кажњене за дела почињена као резултат трговине људима. Посебну забринутост изазивају текући извештаји да су од жена које су ухапшене због сумње да су биле трговине људима у Шри Ланку у сврху сексуалне експлоатације тражене да плате новчане казне у замену за пуштање из затвора и да су обично депортоване након тога. Службеници за спровођење закона и даље немају формални систем за идентификацију потенцијалних жртава трговине људима. Влада не обезбеђује специјализовану обуку за идентификацију жртава, иако су службеници за спровођење закона учествовали у обуци коју су организовале НВО .
За жртве Шри Ланке, влада се првенствено ослања на невладине организације у пружању услуга заштите жртава због ограничења ресурса. Полиција подстиче ове жртве да помогну у истрагама против својих трговаца људима, али не предузима никакве посебне мере како би осигурала безбедност жртава или сведока. За жртве трговине људима из Шри Ланке у иностранству, влада управља склоништима у дипломатским мисијама, нуди помоћ у репатријацији и обезбеђује компензацију некима који су се пријавили код владе пре одласка. Почетком 2008. године, влада је платила репатријацију преко 200 домаћих радника из Шри Ланке из сигурних кућа на Блиском истоку. За репатриране жртве из Шри Ланке, међутим, влада мало напора да истражи злочине почињене над њима. Ограничена помоћ се нуди у смислу склоништа, саветовања и медицинске неге по повратку. Влада је отворила два привремена склоништа за жене жртве насиља, која су стављена на располагање жртвама трговине људима. Влада је успоставила међуминистарски комитет за решавање питања деце војника. Шри Ланка обезбеђује два центра за рехабилитацију посебно за децу регрутовану као војнике; Од свог оснивања 2005. године, рехабилитациони центри су помогли 52 деце.

## Превенција
Шри Ланка је уложила скромне напоре да спречи трговину људима током извештајног периода. У августу 2007. Биро за страно запошљавање (БФЕ) почео је да захтева да се сви уговори о раду у иностранству потписују у присуству званичника БФЕ како би се осигурало да радници мигранти разумеју услове уговора. Влада је спровела 26 кампања подизања свести о сексуалној експлоатацији деце међу наставницима, студентима, хотелским особљем, возачима таксија и рикша и осталима запосленима у туристичкој индустрији. У фебруару 2008. влада је успоставила телефонску линију за притужбе на рад деце, сексуалну експлоатацију и друга злостављања. Шри Ланка није ратификовала Протокол УН из 2000. године.